# Angol masztiff
Az angol masztiff (English Mastiff) egy angol munkakutya.

## Története
Kialakulása Kr. e. 1000 körülre tehető. Már a római hódítás idején a britek harci kutyája volt, bátorságukról Julius Caesar is megemlékezett. 1415-ben, a franciaországi agincourti ütközetben Sir Peers Legh testét masztiffja élő pajzsként védte a tomboló harcban. Visszatérve Angliába, állítólag ez a kutya alapozta meg a híres Lyme Hall vérvonalat. Az angol masztiff a második világháborút követően csaknem kipusztult, de azóta ismét örvendetesen gyarapodik a fajta egyedszáma.

## Külleme
Magassága 70-76 centiméter, tömege 70-90 kilogramm. Hatalmas testű, erőteljes felépítésű, szilárd csontozatú, kidolgozott izomzatú, már az ókorban is ismert fajta. Bátorsága és kiváló őrző-védő munkája miatt jelentős hírnévre tett szert. Alapvető jellegzetessége a szilárd és arányos vázrendszerrel alátámasztott, masszív test. Feje bármely oldalról nézve szögletes. Vadnak tűnő külleme ellenére kezes, engedelmes állat. Az őrző-védő munkában megbízható, nem sok esélyt ad a betolakodóknak.

## Jelleme
Természete engedelmes és éber. Nagy hely- és mozgásigény jellemzi, emellett értelmes és ragaszkodik az ember társaságához. A leendő gazdák számítsanak arra, hogy sok időt kell szánniuk kutyájukra.

## Képgaléria

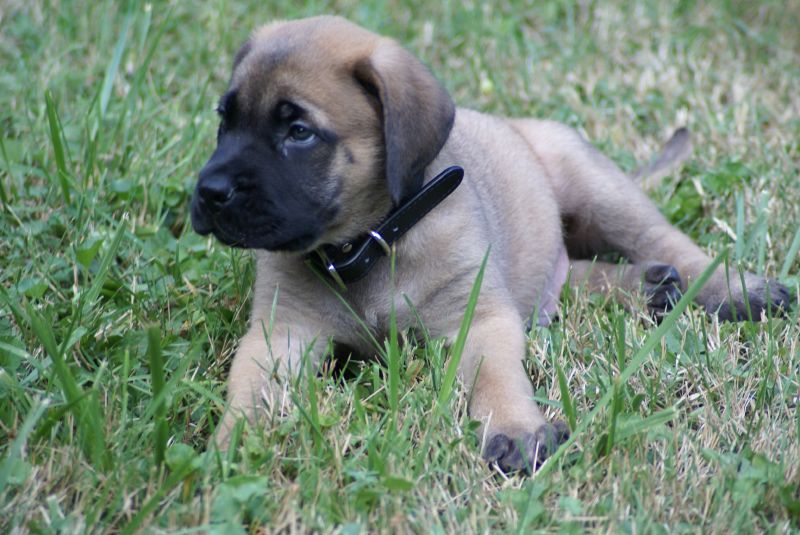
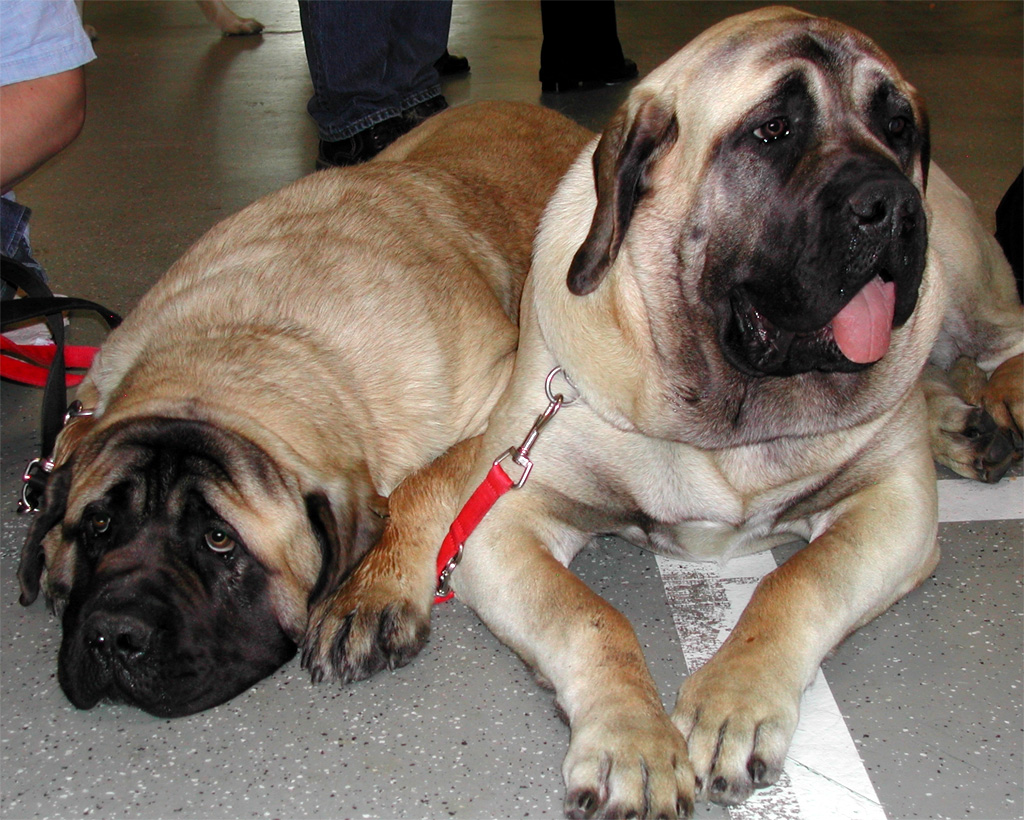
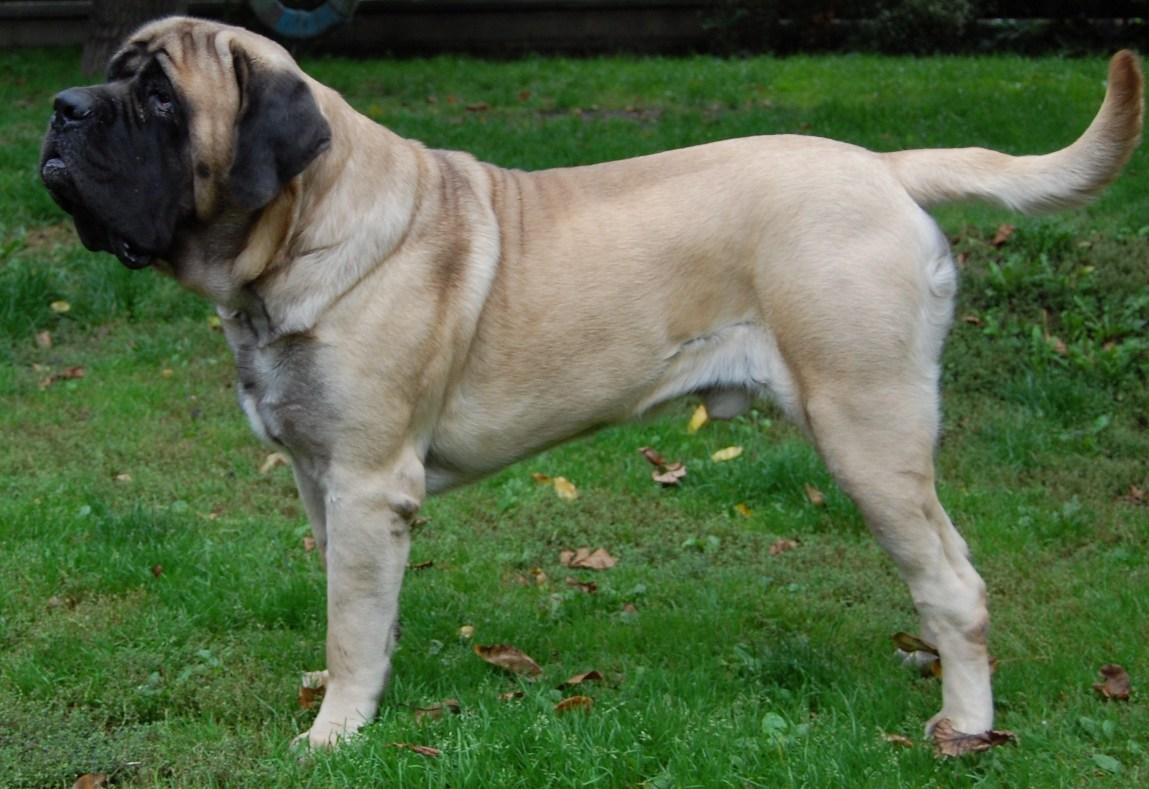
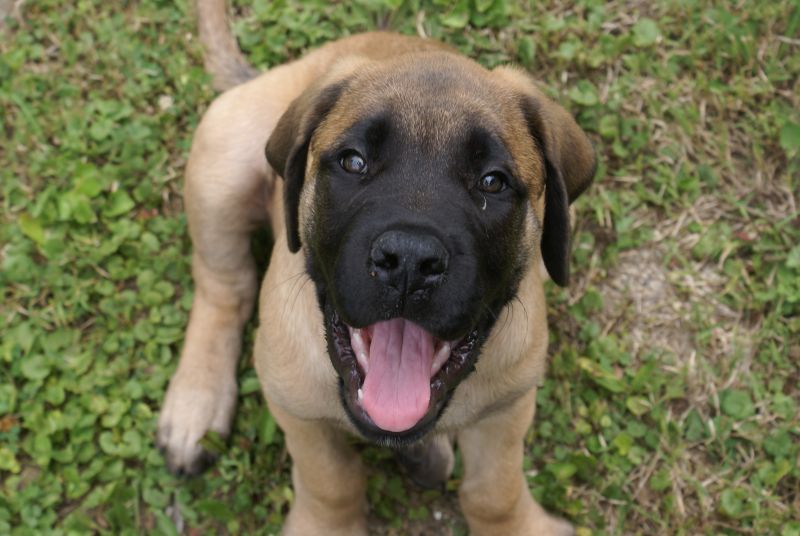